# Phthinosuchus
Phthinosuchus is een monotypisch geslacht van uitgestorven Therapsida of zoogdierachtige reptielen. Van Phthinosuchus is slechts één schedel gevonden. Deze heeft nog de vorm van die van vroegere Sphenacodontidae als Dimetrodon, maar heeft grotere hoektanden en slaapvensters. Phthinosuchus stond echter net als een therapside vrij hoog op zijn poten. Het was, gezien het gebit, een carnivoor.

## Classificatie
Phthinosuchus was samen met Phthinosaurus het enige lid van de familie der Phthinosuchidae. Hij behoort tot de onderorde Biarmosuchia en was een zeer primitief lid van deze groep. Hij was nauw verwant aan Biarmosuchus en andere primitieve Biarmosuchia.

## Ecologie
Phthinosuchus leefde samen met vele andere Therapsida waaronder de andere Biarmosuchia als Biarmosuchus, Eotitanosuchus en Ivantosaurus, Dinocephalia als Estemmenosuchus, Ulemosaurus en Titanophoneus en Anomodontia als Venyukovia.